# 람보르기니 테르조 밀레니오
람보르기니 테르조 밀레니오(이탈리아어: Lamborghini Terzo Millennio)는 람보르기니에서 2017년에 생산했던 전기 자동차이다.

## 개요
차명인 테르조 밀레니오는 이탈리아어로 'Third Millenium'이라는 뜻이다.
이 차량의 기술은 람보르기니의 전문 엔지니어와 MIT의 교수 및 학생들이 개발했으며 미국 매사추세츠주 캠브리지에서 열린 EmTech 컨퍼런스에서 공개되었다.람보르기니의 최고 기술 책임자인 Maurizio Reggiani는 자동차가 실제 생산 자동차보다 "생각하는 상자"에 가깝다고 말했다.그는 또한 자동차의 회사가 전기로 구동되는 차량으로 직접 가지 않을 것임을 확인하지 않는다고 강조하였다.
테르조 밀레니오는 또한 미래의 스포츠카의 대표자로 사용되었다.

## 차량 정보

### 전기모터
테르조 밀레니오의 전기모터는 보다 빠른 에너지 저장 및 방전으로 인해 배터리 대신 고용량 슈퍼 커패시터를 사용한다. 슈퍼 커패시터는 화학 반응에 의존하지 않고도 자동차의 성능을 향상시키기 위해 에너지를 동시에 포착하고 방출하도록 제작되었다.링이 주황색으로 빛나는 각 휠에는 전기 모터가 포함되어 있어 토크의 양을 개별적으로 제어 할 수 있어 현대적인 포뮬러 원 자동차만큼 우수한 안정성을 제공한다 모든 바퀴에 모터가 있기 때문에 자동차의 레이아웃은 작동한다면 4륜구동이 될 것이다.

### 자율 기능
테르조 밀레니오는 자율 주행 시스템을 갖추고 있지만 레이스 트랙 주행 전용이다. 이 시스템은 차량이 실수 없이 전체 랩을 주행하게 한 다음 호르자 및 그란 투리스모와 같은 비디오 게임 시리즈를 기반으로 하는 자동차를 사용하여 운전자에게 스스로 랩을 실행하는 방법을 가르친다.

### 디자인 및 차체

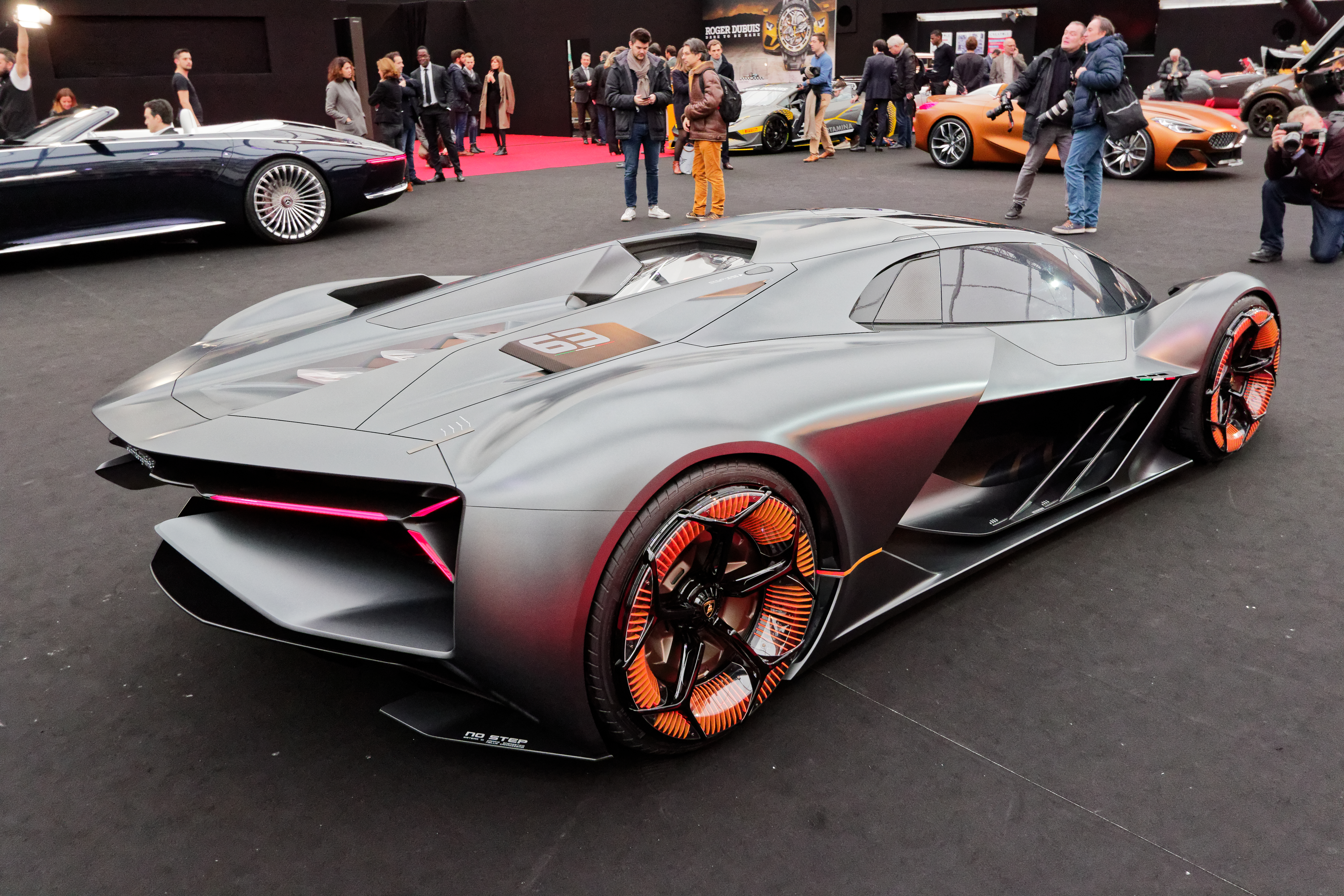
후방

현대적인 람보르기니 디자인을 계승하고 있으며, 전조등이 미등과 같은 Y자 모양의 디자인 요소와 삼각형의 앞 트렁크 및 뒷 엔진 베이가 있다.
탄소 섬유는 차체 패널에 전적으로 사용되고 있으며, 차체는 건강 시스템에 의해 모니터링된다. 승객의 입장은 슬라이딩 캐노피를 통해 이루어진다.

## 비디오 게임에서의 등장
- 아스팔트 8: 에어본
- 아스팔트 9: 레전드